# Sergio Castellitto
Sergio Castellitto (18 de agosto de 1953) é um ator e diretor e argumentista italiano.

## Biografia
Nascido em Roma em 18 de agosto de 1953 de uma familia de Campobasso, casou com Margaret Mazzantini, conhecida em Le tre sorelle di Cechov.
Castellitto ingressou na academia de arte dramática e se dedicou em seguida ao teatro, enquanto trabalhando com muitos atores famosos como Luigi Squarzina; Aldo Trionfo, Candelaio (1981) e Enzo Muzii, Girotondo (1985).
Interpretou muitos filmes como Sembra morto...ma è solo svenuto dirigido por Felice Farina, e Padre Pio: Miracle Man onde interpretou o Padre Pio. Ele ficou mais famoso com os filmes La grande zucca por Francesca Archibugi e Il fabbricante di stelle por Tornatore.
É um ator que interpreta no filme As Crônicas de Nárnia: Príncipe Caspian o vilão Miraz. O filme foi lançado em 30 de maio de 2008.
É também ator e diretor do filme Non Ti Muovere.

## Diretor cinematográfico
- Libero Burro (1999)
- Non ti muovere (2004)
- La bellezza del somaro (2010)
- Venuto al mondo (2010)

## Diretor de teatro
- Manola de Margaret Mazzantini (1996)
- Zorro de Margaret Mazzantini (2002)